# Karl Guthe Jansky
Karl Guthe Jansky (Norman, Oklahoma, 22. listopada 1905. – Red Bank, New Jersey, 14. veljače 1950.), američki fizičar i radioinženjer. Otkrio da radiošum koji ometa radiokomunikacije dolazi iz svemira, iz smjera Mliječne staze (1931.). Tim je otkrićem započeo razvoj radio astronomije. Po njemu je nazvana nenormirana mjerna jedinica za spektralnu gustoću energetskoga toka janski. Karl Jansky je otkrio prvi astronomski izvor radio valova uz malo sreće. 1930-tih je bio inženjer u Bell Labs, i proučavao je kratke radio valove (3 – 30 MHz), za prijenos signala na druge kontinente. Koristeći usmjerenu antenu, Jansky je primijetio jedan signal nepoznatog porijekla i to je najjači bio svakih 24 sata. Na kraju je otkrio da signal dolazi iz zviježđa Strijelac 1933.
Janski (oznaka Jy) je nenormirana mjerna jedinica spektralne gustoće energijskoga toka elektromagnetskoga zračenja, koja se rabi u radio astronomiji, u značenju: Jy = 10–26 W/(m² Hz).
{\displaystyle 1\ \mathrm {Jy} =10^{-26}{\frac {\mathrm {W} }{\mathrm {m^{2}} \cdot \mathrm {Hz} }}} (SI)